# Myrmeleotettix ethicus
Myrmeleotettix ethicus is een rechtvleugelig insect uit de familie veldsprinkhanen (Acrididae). De wetenschappelijke naam van deze soort is voor het eerst geldig gepubliceerd in 2011 door Sirin & Çiplak.
1. ↑  (en) Myrmeleotettix ethicus op de IUCN Red List of Threatened Species.